# Егълница
Егълница е село в Западна България. То се намира в община Ковачевци, област Перник.Кмет на село Егълница е Милица Василева 

## География
Село Егълница се намира в планински район. На 2 км югоизточно от село Калища.

## Религии
Село Егълница принадлежи в църковно-административно отношение към Софийска епархия, архиерейско наместничество Радомир. Населението изповядва източното православие.

## Обществени институции
- Кметство Егълница.
- Читалище „Просвета“ – действащо читалище, регистрирано под номер 3343 в Министерството на културата.
- Кмет: Милица Василева
- Дейности: Група за народни песни и танци; библиотека – 2113 тома.

## Културни и природни забележителности
Възрожденска църква „Свети Симеон Стълпник“, построена през 1846 г. Тя е единствената в Софийската епархия, посветен на св. Симеон Стълпник. Храмът е еднокорабен, тип базилика. Камбанарията е с открит навес, за да се чува звънът на камбаната във всички 45 махали в селото. Църквата в с. Егълница е паметник на културата от местно значение. Храмовият празник е на 1 септември, началото на църковната нова година. През 2012 г. църквата се възстановява. Сменен е покривът на храма и е направено допълнително укрепване с колони.
През 1921 г. в селото е открит войнишки паметник в памет на загиналите в Балканската и Междусъюзническата война.

## Спорт и отдих
- ФК „Левски“ – с. Егълница, участник в южна „А“ ОФГ – Перник.